# Mezquite

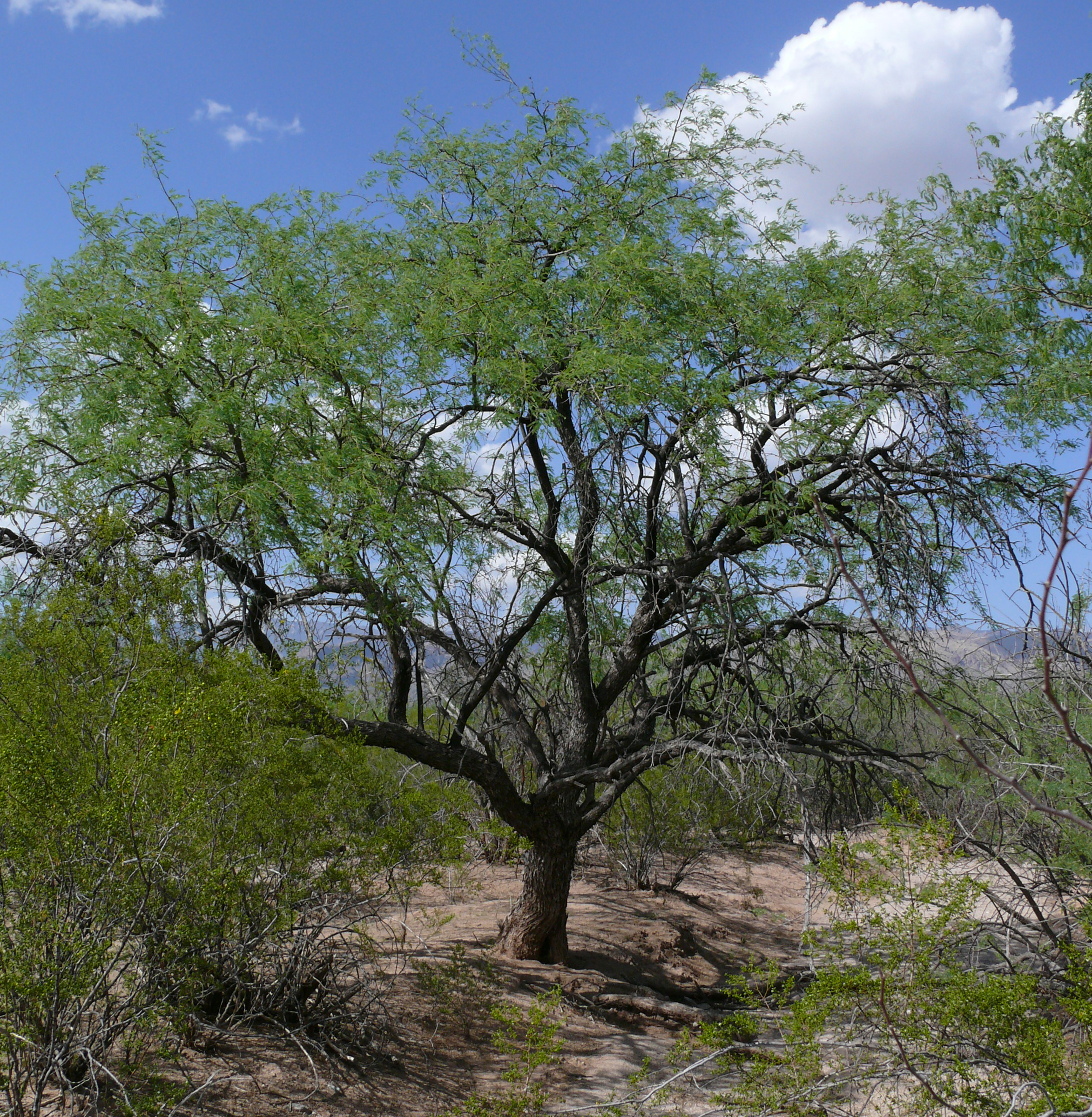
Un exemplar de mezquite (Prosopis velutina) a Tucson, Arizona.

Els mezquites (del náhuatl mizquitl) són espècies de plantes lleguminoses del gènere Prosopis. Es troben principalment en les zones àrides i semiàrides de Mèxic, abastant el centre-sud del país, on la seva abundància dona nom a algunes regions, entre les quals es troba la Vall del Mezquital, a l'estat de Hidalgo; abunden especialment en estats com Jalisco, Zacatecas, Aguascalientes i a la Zona Altiplà de San Luis Potosí, on són considerats l'arbre oficial. La distribució s'estén per tot el nord del país i abasta fins al sud dels EUA, a Texas, el sud-oest de Kansas, i del sud-est de Califòrnia al sud-oest de Utah i el límit sud del desert de Sonora. Coincideix a la seva àrea amb el Palo fierro (Olneya tesota).
Els mezquites habiten també al desert de Chihuahua i altres regions àrides de Mèxic. A més, hi ha un mezquite mediterrani a les estepes de Síria i el nord de l'Iraq. Així mateix, l'espècie Prosopis pallida va ser introduïda a Hawaii el 1828, i ara és molt comú a les costes més seques de les illes: és l'arbre anomenat localment kiawe, el qual és font primària de la producció de mel monoflora (és a dir, que s'obté de la flor d'una sola mena de planta).

## Descripció

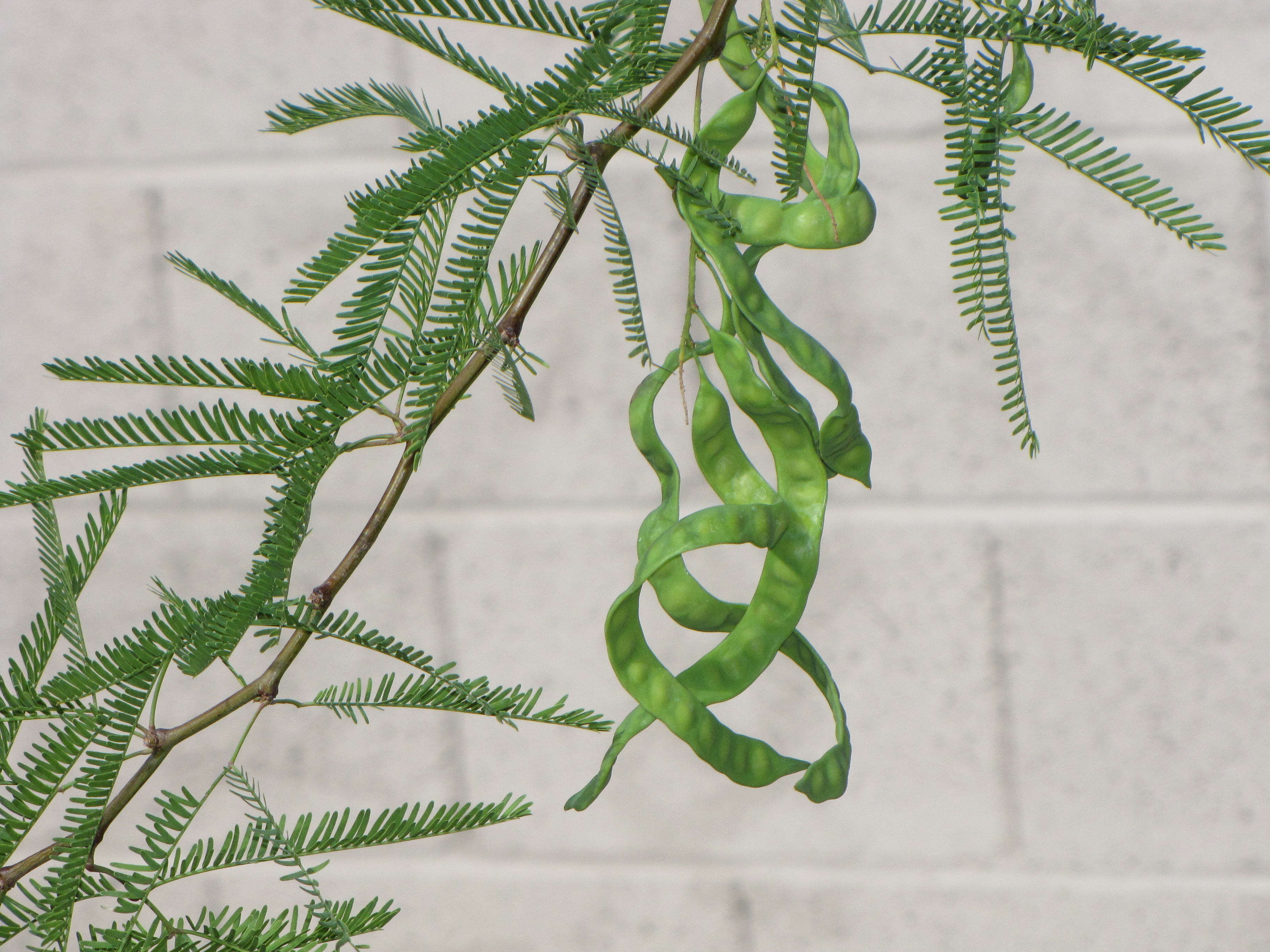
Llegums del mezquite xilè (Prosopis xilenis).

Aquests arbres caducifolis generalment arriben a mesurar entre 6 i 9 m d'alçada, encara que és comú trobar-los com a arbustos. Tenen fulles estretes, bipinnades, compostes, de 5 a 7,5 cm de llarg i amb puntes suaus, i branques amb espines. El fruit que donen aquests arbres, en forma de beina, també és anomenat mezquite i a Sonora, Mèxic,: Péchita.

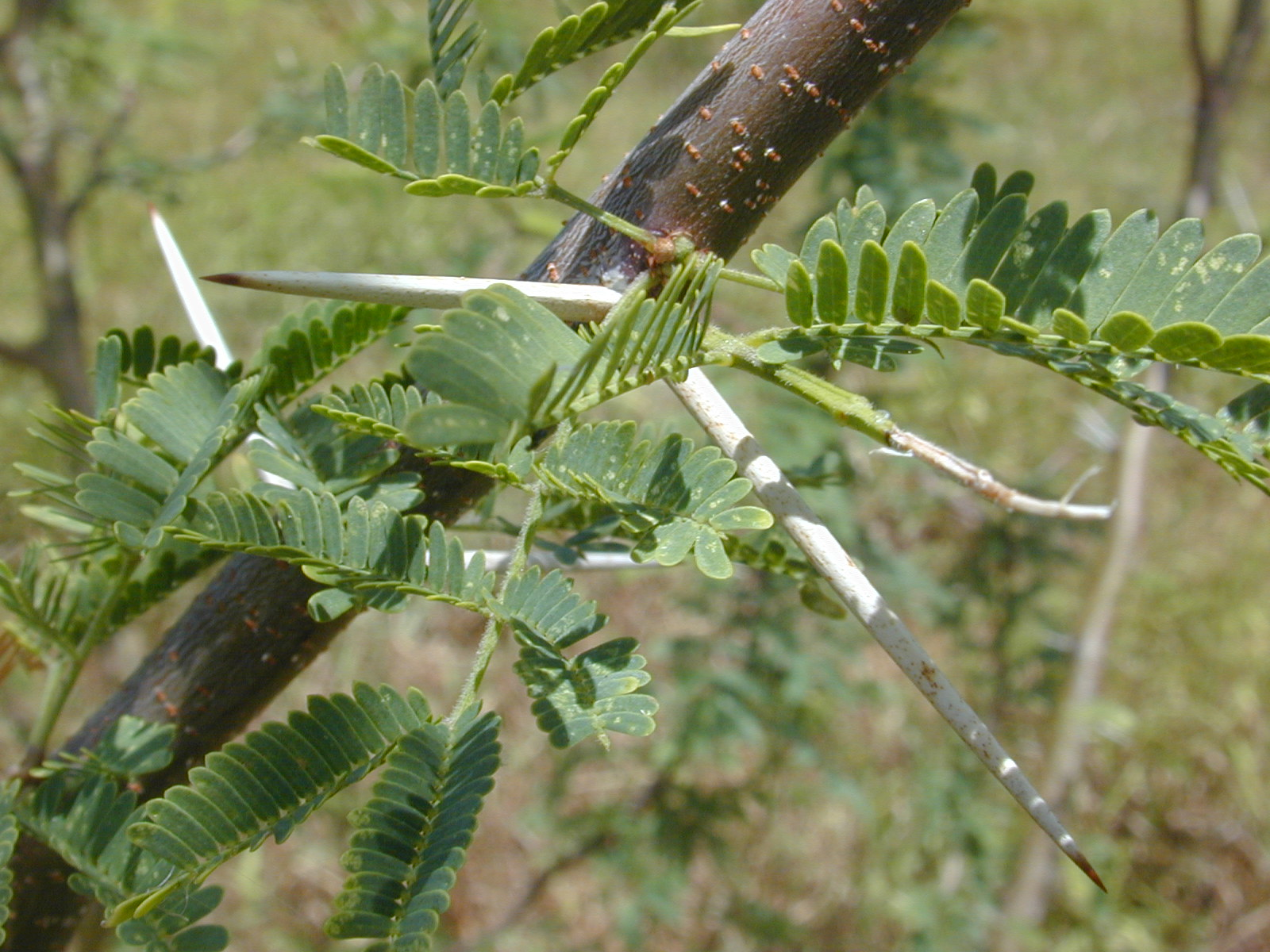
Espines d'un mezquite, en aquest cas Prosopis pallida.

## Espècies
- Mesquite de mel (Prosopis glandulosa).
- Mesquite vellutat (Prosopis velutina).
- Mesquita progressiva (Prosopis strombulifera).
- Mesquite gra arrugat (Prosopis pubescens).
- Trupillo (Prosopis juliflora): aquesta espècie es va introduir a Kenya els 1980s en un intent per reduir la desertificació. Les plantes van sobreviure sorprenentment bé, fins al punt que han esdevingut una plaga. Tot i així, sí que s'ha tingut un excel·lent èxit en la lluita per reduir la desertificació.[1]
- Huarango o garrofer peruà (Prosopis pallida).
- Mesquite tou (Prosopis laevigata).

## Característiques
Els mezquites són plantes extremadament dures, i tolerants a la sequera a causa de la seva extensíssima xarxa radicular i gruixuda arrel principal. La seva arrel s'ha registrat fins a 47 m de profunditat. Per descomptat, faran servir l'aigua que energèticament els resulta menys penosa, per la qual cosa si hi ha aigua superficial aquesta és la primera que absorbiran.
Els mezquites creixen lentament, per això en algunes zones de Mèxic, hi ha un ús indiscriminat de la seva llenya. No obstant això, a llocs com Texas, particularment a l'oest i el centre, la proliferació de mezquites és parcialment responsable del descens de la capa freàtica. Tot i això, el tamarís ha tingut molt més a veure amb la intensa despesa d'aigua subterrània (en alguns casos inclusivament desplaçant els mezquites).
L'erradicació dels mezquites és difícil a causa de la regeneració per renovals, ja que enterren els seus renovaments 15 cm sota el nivell del terra. A més, aquests arbres poden regenerar-se d'un tros d'arrel deixat a terra. Alguns herbicides no són efectius o només ho són parcialment. La tècnica de remoció forta del terreny mostra la seva efectivitat contra el rebrot, però és costosa: més de 280 dòlars per hectàrea (als Estats Units).
Per a l'extirpació del renovi de mesquite l'eina necessita penetrar uns 8 cm de profunditat. L'eina serà triada en funció de la granulometria (textura) i estructura del sòl.

## Beneficis
- Els mezquites fan bona ombra en hàbitats on altres arbres no prosperen.
- Sent lleguminoses, els mezquites fan fixació de nitrogen a terra on creixen.
- La fusta de mezquite és dura i es fa servir per fabricar mobles i accessoris. Com a llenya, crema crema lentament. A les barbacoes, el fum de la fusta aporta una aroma distintiva al menjar. La llenya de mezquite se sol utilitzar a Mèxic per a la preparació del plat típic barbacoa i, al nord del país, la carn rostida.
- Les flors de mesquite donen un nèctar per a les abelles.
- Les fulles de mezquite s'usen medicinalment: la infusió d'aquestes s'usa per al tractament de malalties dels ulls.
- Les llavors de mezquite poden assecar-se i moldre's per produir farina, i donen un dolç i mantegós aroma a pa calent; aquesta barreja també s'usa per fer melmelada o vi.
- La farina de mezquite té propietats nutricionals excepcionals. Conté diversos minerals essencials per al cos humà, com el calci (307,95 mg), el zinc (2,45 mg), el potassi (1 474,95 mg), el magnesi (111,68 mg) i el ferro (2,88) mg). A més, conté un baix índex glicèmic, per la qual cosa es pot fer servir com un edulcorant natural, apte per a persones amb diabetis. Així mateix, conté 12 grams de proteïna i 32,15 grams de fibra lliure de gluten.[3]